# Bazylika św. Dionizego w Argenteuil
Bazylika św. Dionizego (fr. Basilique Saint-Denys) – rzymskokatolicka bazylika mniejsza we francuskim mieście Argenteuil, w regionie Île-de-France.

## Historia
Świątynię wzniesiono w latach 1862-1865 według projektu Teodora Ballu. Powstała ona na miejscu nieużytkowanego od roku 1848 cmentarza, na którym wcześniej również znajdował się kościół. Uroczysta konsekracja odbyła się 22 kwietnia 1866 roku. W 1898 świątynię podniesiono do rangi bazyliki mniejszej. W latach 1950–1960 zainstalowano nowe witraże, które zastąpiły resztki starszych, zniszczonych podczas II wojny światowej.

## Architektura i wyposażenie
Kościół jest długi na 76 metrów, wieża ma 57 m wysokości. Wzniesiony w stylu neoromańskim. Posiada trzy nawy oraz jednonawowy transept.
Część wystroju kościoła pochodzi ze starszej świątyni, m.in. obraz Nicolas-Guya Breneta z 1762, na którym przedstawił męczeństwo św. Dionizego (obraz ten dał patrona obecnej budowli) oraz Friedricha Augusta Bouterweka z 1851 przedstawiający króla Franków i Longobardów Karola Wielkiego. Najbardziej znanym elementem wyposażenia bazyliki jest tzw. tunika z Argenteuil, którą Jezus Chrystus miał nosić podczas męki. Emporę zdobią 43-głosowe organy, wykonane w 1867 roku. Na wieży zawieszone są 4 dzwony, najstarszy z nich, Marie, został odlany w 1636 i waży 3350 kg.